# Blur (jeu vidéo)
Pour les articles homonymes, voir Blur (homonymie).
Blur est un jeu vidéo de course développé par Bizarre Creations et édité par Activision. Il est sorti sur PlayStation 3, Xbox 360 et PC en mai 2010. Le concept du jeu est de mélanger de la course type arcade avec des power-ups avec des voitures rééles. Blur fut le dernier jeu de Bizarre Creations avant la disparition du studio en 2011. Le jeu est désormais disponible en abandonware sur PC.

## Système de jeu
Blur mélange course et combat motorisé. Le jeu propose de contrôler des modèles de voitures réels modifiés pour le système de course. Chaque modèle est caractérisée par cinq critères : vitesse de pointe, accélération, adhérence, contrôle et santé (résistance aux chocs). Les arènes de course prennent place dans des milieux divers, urbains ou semi-urbains (rues de ville, docks, piste d'aéroport…)
Selon le mode de jeu, la course se fait en solo ou par relais. L'utilisation des bonus, la réalisation de cascades et la domination permet de gagner des « points de fan », qui donnent accès à de nouveaux modèles et aident la carrière du joueur. Ces points de fan peuvent être également augmentés par l'exécution de challenges internes à la course, comme un slalom ou une cascade particulière.
Les voitures, sous licence, possèdent toutes des caractéristiques uniques (accéleration, vitesse maximale, adhérence, stabilité). Les circuits, bien que très arcades, sont basés sur des localisations rééles (tels que Los Angeles ou Londres).

### Mode carrière
Dans le mode carrière solo de Blur, l'histoire est narrée par la pilote de course Danica Patrick. La progression s'effectue avec le système de « points de fan », gagnés proportionellement suivant les objectifs que le joueur accomplit pendant la course. Ces points font gagner des paliers de niveau, avec des récompenses associées (principalement de nouvelles voitures). Pendant les courses, il est possible de réaliser des «demandes de fan » pour compléter entièrement le niveau et gagner plus de points.
A la fin de chaque challenge (regroupement de courses), le joueur est invité à affronter un boss final . Le vaincre permet de gagner sa voiture modifiée, et de débloquer de nouveaux mods (améliorations permettant de donner un léger avantage au gameplay). Sur la dernière course du jeu, tous les boss s'affrontent sur une course finale.

### Mode multijoueur
Le jeu était très axé sur le multijoueur. Il est possible de jouer en mode split-screen jusqu'à 4 joueurs sur la même console, et jusqu'à 20 en mode multijoueur en ligne ou en LAN. Il est possible de créer des parties personalisées, permettant de modifier beaucoup d'éléments de gameplay, comme la disposition des power-ups, le nombre de tours et les voitures disponibles. Plusieurs modes de jeu uniques au multijoueur sont disponibles, comme le "World Tour", mode de jeu type quickplay; ou la "Course en équipe" ou deux teams, Alpha et Oméga, s'affrontent. Les joueurs peuvent envoyer des défis à leurs amis, et les affronter. Le jeu propose également une fonctionnalité de partage via Twitter et Facebook.
La progression du multijoueur s'effectue également avec le système de « points de fan », mais est totalement séparée du mode solo.

## Développement
Activision fait l’acquisition en septembre 2007 de Bizarre Creations, développeur notamment célèbre pour la série Project Gotham Racing. En décembre, l’éditeur annonce le développement d’un nouveau jeu de course par le studio. Fin 2008, un dirigeant d'Activision décrit le titre comme « la rencontre entre Mario Kart et Forza ».
Une bande-annonce pour le jeu sur Xbox Live est publiée mentionnaient une fonctionnalité qui n'a jamais été intégrée au jeu final. Cette fonction, appelée "double tap", devait permettre au joueur de combiner plusieurs bonus du même type pour obtenir un effet plus puissant, en tapant deux fois sur le bouton d'utilisation du bonus spécial. La vidéo a été supprimée peu après la sortie du jeu et il semble que cette fonctionnalité n'ait jamais été mentionnée. La fonction "double tap" n'était pas présente dans la démo multijoueur gratuite du jeu proposée sur Xbox Live.
Blur est officiellement annoncé par Activision par communiqué de presse le 19 mai 2009.
Le jeu aura une courte durée de vie à cause de la disparition de Bizarre Creations, studio fermé le 18 février 2011 par Activision.

## Réception

### Ventes
Aux États-Unis, le jeu s'est vendu à 31,000 exemplaires en première semaine d'après le NPD. Il se vendra finalement à près de 500,000 exemplaires.
Malgré des ventes décevantes, Nick Davies de Bizarre Creations a annoncé en juillet 2010 que le studio avait l'intention de créer d'autres jeux dans la série et qu'il souhaitait en faire la plus grande franchise de jeux de course. Il a attribué les performances de vente de Blur au fait que le jeu est sorti à "une période très chargée pour les jeux de course", et qu'il "est sorti en même temps que ModNation Racers et Split/Second". Cependant, il pensait que "la forte composante multijoueur donnerait au jeu une certaine longévité" et que "ce sera un jeu à combustion lente"

### Critiques et réception
Le jeu a reçu de bonnes critiques, totalisant un score de 83/100 sur Metacritic pour la version Xbox 360 et 82/100 pour les versions PlayStation 3 et PC.
Le média britannique Edge a attribué à la version Xbox 360 une note de huit sur dix, déclarant qu'elle "offre trop peu de structure attrayante malgré ses courses exemplaires pour en faire plus qu'une série de courses rapides". GameZone a attribué au jeu une note de 7,5 sur 10, déclarant : "En mode solo, Blur est un jeu de course moyen avec une touche de fun. On se lasse vite de répéter les courses et de recevoir de belles voitures qui restent intactes en raison de l'absence de personnalisation. L'ambiance est désuète, y compris la musique et les menus, qui ne rendent pas non plus service à la présentation. En tant que jeu multijoueur, Blur est absolument exaltant".

## Suite
Une suite était prévue pour Blur, et le développement avait commencé en utilisant un tout nouveau moteur de jeu. Cette suite a été annulée lorsque Bizarre Creations a été fermé par Activision. Des vidéos du jeu en cours de développement ont été publiées après son annulation, l'une d'entre elles montrant une course sur le circuit de Brighton de Blur, en y ajoutant une tempête et de la pluie, une autre montrant une Audi R8 faisant la course sur un circuit situé à Dubaï, mettant en évidence la capacité de conduire temporairement sur le côté d'un bâtiment incurvé, et une autre montrant une Ultima GTR dévalant une montagne enneigée au cours d'une avalanche.
Le 25 octobre 2013, un jeu mobile dérivé free-to-play appelé Blur Overdrive est sorti sur Android, développé par App Crowd et distribué par Marmalade, qui a obtenu la licence de la marque Blur auprès d'Activision. Une version iOS est sortie le 1er novembre 2013. Blur : Overdrive utilise une perspective vue du dessus et propose huit bonus différents et six voitures, qui peuvent être améliorées individuellement en dix étapes. Les commandes de l'écran tactile permettent de choisir entre un volant flottant, une barre de défilement ou un pad virtuel. Les mods de joueur et les mods de power-up ne sont pas liés au système d'amélioration des voitures et modifient l'influence des power-ups sur le combat. Le jeu, très différent de Blur, a déçu beaucoup de joueurs.
Le jeu est désormais disponible gratuitement en abandonware légalement sur le site MyAbandonware sur PC.